# 댄싱 타운
《댄싱 타운》(영어: The Dancing Town)은 1928년 10월 27일에 개봉한 영화로, 에드먼드 로렌스가 감독, 루퍼트 휴즈가 각본을 맡았으며, 영화 카사블랑카로 유명한 배우 험프리 보가트의 데뷔작이다. 현재 UCLA 필름 앤 텔레비전 아카이브에 보관되어 있다.

## 출연
- 헬렌 헤이스 - 올리브 페퍼럴 역
- 클래런스 노드스트롬 - 하퍼데이 주니어 역
- 아다 메이 - 프루 페퍼럴 역
- 할 스켈리 - 톰 킨치 역
- 해리 베레스포드 - 페퍼럴 아빠 역
- 엘리자베스 패터슨 - 페퍼럴 엄마 역
- 제퍼슨 드 안젤리스 - 올리브의 댄스 파트너 역
- 달라스 웰포드 - 저지 호퍼데이 역
- 조세핀 드레이크 - 호퍼데이 엄마 역
- 찰스 이튼 - 호레이스 페퍼럴 역
- 해리 쇼트 - 어니스트 디콘 플린 역
- 험프리 보가트 - 무도회 출입구에서 만난 남자 역